# Lato B (programma televisivo)
Lato B è un programma televisivo di intrattenimento a tema sportivo, trasmesso su San Marino RTV e edito dall'omonima San Marino RTV (Televisione di Stato della Repubblica di San Marino) durante il periodo di attività del campionato italiano di calcio, che segue e commenta in diretta le partite della Serie B. Alla base del titolo c'è la volontà di giocare con le parole: "Lato B" inizialmente aveva il sottotitolo "L'altra faccia del calcio che conta", ovvero il controluce della Serie A.

## Storia

### Edizione 2006-2007
Il programma, della durata di 24 minuti, andava in onda ogni venerdì sera dopo il TG e si occupava delle ultimissime da tutti i campi con probabili formazioni e interviste da Bologna, Cesena, Rimini, Piacenza e Modena. Il conduttore in studio era Roberto Chiesa.

### Edizione 2007-2008
Lato B trasloca al sabato pomeriggio e segue in diretta il campionato di Serie B con collegamenti dagli stadi della Regione Emilia-Romagna. Filippo Cotti dallo Stadio Dall'Ara racconta in diretta la promozione in Serie A del Bologna di Daniele Arrigoni. Stefano Michelini dallo Stadio Braglia è il reporter delle partite del Modena. Da Piacenza Francesco Romano, da Mantova Roberto Guazzetti, da Rimini Lorenzo Giardi, mentre da Ravenna Enrico Spada e da Cesena Palmiro Faetanini sono testimoni della retrocessione delle squadre di competenza. Alla produzione, che resta di San Marino RTV, si aggiungono i partner Nuovarete, Trc Modena e Mantova Tv. Alla conduzione di Roberto Chiesa viene affiancata Amalia Gozi. Vengono fatti interventi telefonici per aggiornare in tempo reale anche sulle partite giocate in trasferta grazie ai giornalisti Francesco Prandini, Giorgia Bertozzi, Stefano Severi e Francesca Angeli.

### Edizione 2008-2009
Sotto la direzione di Carmen Lasorella il programma viene riproposto profondamente rinnovato: il calcio resta il filo conduttore del sabato pomeriggio di San Marino, ma "Lato B" debutta con uno studio rinnovato e tanti ospiti: con Roberto Chiesa e Amalia Gozi c'è un angolo tecnico affidato all'allenatore Walter Nicoletti, esperto del campionato di Serie B, e all'ex arbitro internazionale Werther Cornieti. Si parla di calcio con ospiti quali Alberto Zaccheroni, Rino Foschi, Daniele Arrigoni, Eraldo Pecci, Fabrizio Castori, Lorenzo Minotti e Gabriele Zamagna. Lo sport non è solo calcio: Davide Cassani guida una pattuglia di amici di "Lato B" che nel corso delle varie puntate raggiungono gli studi di San Marino Rtv. E c'è spazio anche per cantanti, poeti, scrittori, belle donne. Anche i collegamenti con i campi non sono più come in passato: i giornalisti raccontano la partita e ospitano a loro volta un addetto ai lavori, un tifoso, un personaggio della città. Stefano Michelini racconta di Modena e Sassuolo, Francesco Romano del Piacenza, Lorenzo Giardi accompagna il Rimini dal sogno play-off alla retrocessione. "Lato B" viene preceduto da un'anteprima condotta da Monica Fabbri che informa gli sportivi sulle ultimissime prima del calcio d'inizio. La stessa Monica Fabbri da gennaio 2009 affianca Roberto Chiesa alla guida del programma.

### Edizione 2009-2010
Sull'edizione 2009-2010 arriva il web, da un progetto di Meris Andreani che il direttore generale Carmen Lasorella e il curatore Piero Arcide accolgono ed integrano. "Lato B" diventa interattivo. Sondaggi, foto, video, domande e il grande gioco in collaborazione con Modena, Cesena, Sassuolo e Piacenza che mettono in palio maglie originali e ingressi allo stadio. Nasce la community di Lato B, prima community della San Marino Rtv. Un blog dove i tifosi si ritrovano, fanno amicizia e si confrontano sull'attualità. Con Werther Cornieti c'è l'opinionista Gastone Turci. In studio c'è Lucia Paci, giovane calciatrice della squadra della Federazione Sammarinese Giuoco Calcio, e una gradinata per ospitare i tifosi che ne fanno richiesta via mail sul social network Facebook. Roberto Chiesa e Monica Fabbri si collegano con Stefano Michelini da Modena e Francesco Romano da Piacenza. Da Cesena c'è l'ex riminese Lorenzo Giardi. Insieme vivono le partite giocate allo Stadio Manuzzi. Anche in questa edizione ci sono ospiti di grande rilievo, come Sabina Negri, Giancarlo Magrini, Igor Campedelli, Luca Mancini, Nicola Campedelli, Gabriele Zamagna, Walter Nicoletti, Alberto Bucci, Eraldo Pecci, Franco Varrella, Giorgio Galimberti, Daniele Arrigoni, Antonio Genzano, Nicolò Piancastelli, Mirko Larghetti. A questi si aggiungono i giornalisti de "Il Resto del Carlino": Paolo Morelli e Luca Serafini (che commentano dalla redazione cesenate del giornale); e Cecilia Gaetani, ospite in studio come opinionista ed esperta di basket.

#### Staff
- Conduttore: Roberto Chiesa
- Coordinatore: Piero Arcide
- Postazione web: Meris Andreani e Alan Gasperoni
- Commento tecnico: Giancarlo Magrini e Vanni Puzzolo Gastone
- Ospite fisso: Gualtiero Gasperoni
- Regia: Carlo Brenda
- Scenografa: Philippe Macina
- Redazione: Meris Andreani, Piero Arcide, Roberto Chiesa
- Fotografie: Valerio Calmi
- Tecnici di produzione: Danilo Bucci, Carlo Brenda, Enrico Bellofiore, Alessio Santi, Paolo Berardi

### Edizione 2010-2011
L'edizione 2010-2011, tra gli altri, ebbe come opinionista Idris.